# Claudius Marius Victor
Claudius Marius Victor (5. század) ókeresztény költő
Massiliából származott. Alethia címen kifogástalan versekbe foglalta a bibliai Genezis tartalmát három részben. Egyes kutatók szerint szintén tőle való egy költői dialógus egy Salomo nevű pappal 110 hexameterben, amelyben kora erkölcseiről ad gúnyos képet.